# Liste der Kulturdenkmäler in Scheuerfeld
In der Liste der Kulturdenkmäler in Scheuerfeld sind alle Kulturdenkmäler der rheinland-pfälzischen Ortsgemeinde Scheuerfeld aufgelistet. Grundlage ist die Denkmalliste des Landes Rheinland-Pfalz (Stand: 4. Mai 2023).

## Einzeldenkmäler
| Bezeichnung                            | Lage                                     | Baujahr                  | Beschreibung                                                                | Bild            |
| -------------------------------------- | ---------------------------------------- | ------------------------ | --------------------------------------------------------------------------- | --------------- |
| Scheune                                | Am Seifen Lage                           | 18. Jahrhundert          | Fachwerkscheune, 18. Jahrhundert                                            | BW              |
| Wohnhaus                               | Bohnenkamp 10 Lage                       | spätes 17. Jahrhundert   | Fachwerkhaus, teilweise massiv, wohl aus dem späten 17. Jahrhundert         | BW              |
| Kriegerdenkmal                         | Friedhofstraße, auf dem Friedhof Lage    | 1920er oder 1930er Jahre | Kriegerdenkmal 1914/18, Stufenanlage mit Kruzifix                           | BW              |
| Rathaus                                | Hauptstraße 49 Lage                      | um 1910                  | ehemaliges Rathaus; Fachwerkbau, teilweise massiv und verschiefert, um 1910 | BW              |
| Quereinhaus                            | Hauptstraße 51 Lage                      | 18. Jahrhundert          | Fachwerk-Quereinhaus, 18. Jahrhundert                                       | BW              |
| Hofanlage                              | Hauptstraße 59 Lage                      | 19. Jahrhundert          | Fachwerk-Streckhof, teilweise massiv und verkleidet, 19. Jahrhundert        | BW              |
| Wohnhaus                               | Kirchstraße 4 Lage                       | frühes 18. Jahrhundert   | Fachwerkhaus, frühes 18. Jahrhundert                                        | BW              |
| Katholische Pfarrkirche St. Franziskus | Kirchstraße 17a Lage                     | 1928                     | Bruchsteinsaalbau, 1928                                                     | Fotos hochladen |
| Wohnhaus                               | Waldstraße 2, Josef-Wagner-Straße 1 Lage | 18. Jahrhundert          | Fachwerkhaus, 18. Jahrhundert                                               | BW              |
| Wohnhaus                               | Waldstraße 3 Lage                        | 18. Jahrhundert          | Fachwerkhaus, teilweise massiv und verschiefert, 18. Jahrhundert            | BW              |